# Établissement Hautefeuille
Hautefeuille est un collège et lycée privé sous contrat avec l’État créé en 1985. Il est situé dans les Hauts-de-Seine, à Courbevoie et Bois-Colombes.

## Description
En 2017 il accueille environ 350 élèves, ainsi qu'une quarantaine de professeurs.
L'établissement est non mixte, il accueille uniquement des garçons. Mais en 2024, il accueille un certain nombre de professeures.
La formation dispensée est chrétienne, mais l'établissement n'est pas sous la juridiction du diocèse. L’aumônerie est confiée à l'Opus Dei,,.

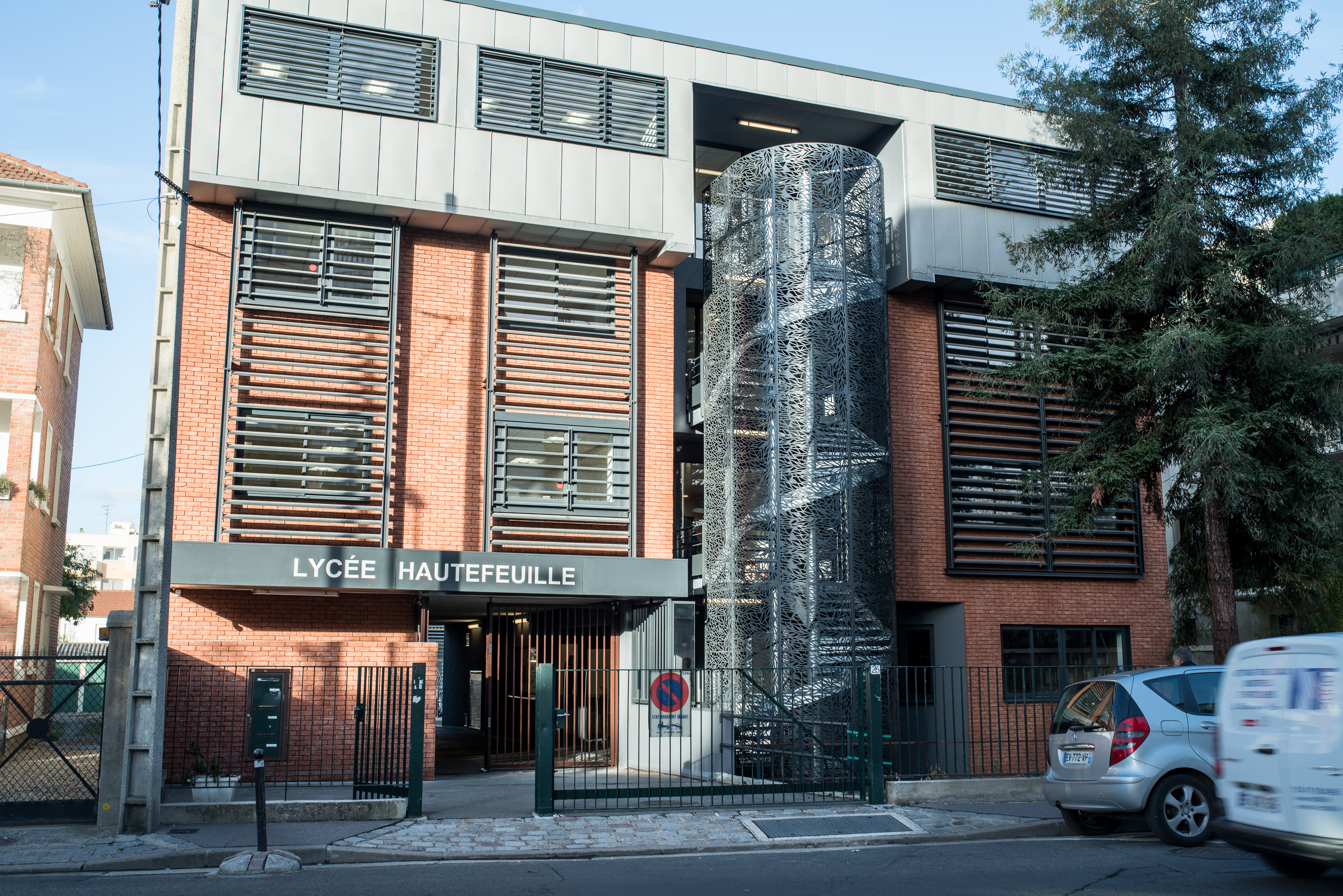
Le lycée Hautefeuille à Bois-Colombes.

## Histoire
Le Collège Hautefeuille a été créé en 1985 à Paris. Les premiers cours ont eu lieu rue Jean Nicot dans le 7e arrondissement de Paris avec sept élèves. Le collège Hautefeuille obtient le contrat en 1995. Il s'installe définitivement à Courbevoie en 2002,.

### Classement
Le Lycée Hautefeuille est considéré en 2015 par etudiant.lefigaro.fr comme le 3e meilleur établissement hors-contrat d'Île-de-France (pour 20 élèves présentés aux épreuves du baccalauréat).
Le collège est classé 98ème établissement de France sur la période 2016-2018 par l'Étudiant.